# Автоматичний аналіз та синтез тексту
Автоматичний аналіз тексту — операція, під час якої з тексту за заданим алгоритмом отримують граматичну й семантичну інформацію для подальшої обробки на комп'ютері. Зворотня операція — автоматичний синтез тексту. Залежно від мети, з якою виконують автоматичний аналіз тексту (машинний переклад, інформаційний пошук, опис змісту тексту для розв'язання задач штучного інтелекту тощо), аналіз можуть здійснювати на різних мовних рівнях. Морфологічний аналіз дає змогу перейти від тексту до набору морфологічних характеристик слів, синтаксичний — встановлює зв'язки між словами в реченні, семантичний — замінює текст смисловим кодом. Кожен наступний рівень автоматичного аналізу тексту може використовувати результати попереднього.
Автоматичний синтез тексту — операція, під час якої на основі граматичної та семантичної інформації створюють текст природною мовою. Зворотня операція — автоматичний аналіз текст. Алгоритм обробки тексту відбувається за схемою: первинний текст → проміжна штучна мова → синтезований текст. Поняття «штучна мова» тлумачать широко — як будь-який набір граматичних характеристик або семантичний код. Для машинного перекладу первинний текст — текст мовою оригіналу, а синтезований текст — мовою перекладу. Коли розв'язують інформаційні задачі, синтезований текст — певним чином видозмінений текст тією ж мовою: реферат, відповідь на запитання тощо. Загальна процедура синтезу зводиться до об'єднання мовних елементів у текст за алгоритмічними правилами.